# نهنگ قاتل کوتوله
نهنگ قاتل کوتوله (نام علمی: Feresa attenuata) یک گونه آب‌باز کوچک‌جثه و کمیاب از زیرخانواده دلفین‌های اقیانوسی است. این جانور نام خود را به دلیل همانندی‌های ظاهری با نهنگ قاتل به دست آورده و کوچک‌ترین جانوری است که نام "نهنگ" بر خود دارد.
با آنکه این گونه در سال ۱۸۷۵ توسط جان ادوارد گری توصیف شد، تا میانهٔ دهه ۱۹۵۰ نهنگ قاتل کوتوله تنها از روی دو جمجمهٔ نگهداری شده در موزه بریتانیا شناخته می‌شد. پس از آنکه در سال ۱۹۵۲ اجساد شکار شدهٔ این جانور به دست شکارچیان نهنگ در هونشو، ژاپن، توسط دانشمندان مورد بررسی قرار گرفت و همانندی‌های میان آن و نهنگ قاتل دیده شد، پیشنهاد شد تا نام این گونه نهنگ قاتل کوتوله باشد؛ با این حال نهنگ قاتل کوتوله رابطه نزدیکی با نهنگ قاتل ندارد.
نهنگ قاتل کوتوله دلفینی با جثه متوسط است (اندکی بزرگتر و سنگین‌تر از یک مرد بالغ) و در دریا می‌تواند به آسانی با دیگر پستانداران دریایی، به ویژه نهنگ کله‌خربزه‌ای، اشتباه گرفته شود. بدنی مقاوم و تیره‌رنگ دارد. سر گرد-شکل است. پهلوها رنگ روشن‌تری دارند و شکم اغلب به رنگ سفید است. بعضی از نهنگ‌های قاتل کوتوله دارای نقش‌بندی‌های سفید رنگ به دور دهان و گونه هستند. بالهٔ پشتی بلند است و اندکی انحنادار.
نهنگ‌های قاتل کوتوله از تماس با انسان دوری می‌کنند. بیرون آوردن سر از آب به صورت عمودی، پرش از آب و دیگر فعالیت‌ها دیده شده‌اند، با این حال این جانوران کمتر به انجام چنین حرکاتی می‌پردازند.
این دلفین‌ها همواره به صورت گروهی حرکت می‌کنند. گروه‌ها اغلب از ۱۰ تا ۳۰ عضو تشکیل می‌شوند که گاه بزرگ‌تر نیز دیده شده‌اند.

## یادداشت
1. ↑  Odontoceti
2. ↑  Delphinidae
3. ↑  Feresa
4. ↑  Orcinus orca